# Synagogue de Neustadt in Oberschlesien (1877-1938)
La synagogue de Neustadt in Oberschlesien (Neustadt en Haute-Silésie, aujourd'hui Prudnik), inaugurée en 1877, a été détruite en 1938 lors de la nuit de Cristal comme la plupart des autres lieux de culte juif en Allemagne. Elle était située dans la Hindenburgstraße (actuellement rue Tadeusza Kościuszki).
La synagogue a été financée par l'entrepreneur textile Samuel Fränkel (1801-1881), dont la société Fränkel (« Frotex ») était le plus gros employeur de Neustadt in Oberschlesien.